# In da Club
《In da Club》는 미국의 힙합 가수 50센트의 노래로, 그의 메이저 데뷔 앨범 Get Rich or Die Tryin'에 수록되어 있다. 빌보드 핫 100에서 9주 동안 1위를 한 노래 이기도 하다. 이것은 50센트의 첫 번째 1위 곡이자 50센트를 대표하는 곡이기도 하다.

## 곡 목록
- UK CD single[1]

1. "In da Club" (Single Version) (Clean) – 3:46
2. "In da Club" (Single Version) (Explicit) – 3:45
3. "Wanksta" – 3:41

- German CD single[2]

1. "In da Club" (Single Version) (Explicit) – 3:48
2. "Wanksta" – 3:41

- German and Australian CD single[1]

1. "In da Club" (Single Version) (Explicit) – 3:48
2. "Wanksta" – 3:41
3. "In da Club" (Instrumental) – 6:18
4. "In da Club" (Music Video) – 3:53
5. "Wanksta" (Music Video) - 3:43